# زمین بازی (فیلم)
زمین بازی (به تامیلی: Aadukalam) فیلمی محصول سال ۲۰۱۱ و به کارگردانی ویتراماران است. در این فیلم بازیگرانی همچون دنوش، تاپسی پانو، جایاپالان ایفای نقش کرده‌اند.